# Ronald Lauder
Ronald Steven Lauder (ur. 26 lutego 1944 w Nowym Jorku) – amerykański przedsiębiorca, dyplomata, filantrop, żydowski działacz społeczny. Od 2007 roku przewodniczący Światowego Kongresu Żydów. Syn Josepha i Estée Lauder, założycieli przedsiębiorstwa kosmetycznego Estée Lauder.

## Życiorys
Studiował na Uniwersytecie Pensylwanii, w Paryżu i Brukseli. W latach 1964–1984 pracował dla firmy Estée Lauder, następnie rozpoczął pracę w Pentagonie. W 1986 roku Ronald Reagan mianował go ambasadorem w Wiedniu. Podczas oficjalnego spotkania Lauder odmówił podania ręki prezydentowi Austrii Kurtowi Waldheimowi z racji jego nazistowskiej przeszłości, co zakończyło w 1987 roku jego karierę w amerykańskiej dyplomacji.
Jako biznesmen inwestował przede wszystkim w media, w nieruchomości. Światowej sławy kolekcjoner dzieł sztuki (w 2006 roku nabył portret Adeli Bloch-Bauer I Gustava Klimta za sumę 135 mln dolarów) oraz właściciel jednej z największych kolekcji zbroi średniowiecznej na świecie. Jako filantrop wspiera on sztukę, m.in. poprzez Fundację Ronalda Laudera.
W 2012 roku Lauder został członkiem Międzynarodowej Rady Oświęcimskiej.
W 2018 roku Ronald Lauder wziął udział w uroczystych obchodach 75 rocznicy wybuchu Powstania w Getcie Warszawskim, gdzie pod Pomnikiem Bohaterów Getta w swoim długim przemówieniu oddał hołd zarówno żydowskim powstańcom 1943 roku, jak też po raz pierwszy w tym miejscu oddał hołd polskim żołnierzom Powstania Warszawskiego i polskim Sprawiedliwym. Od 2018 wchodzi w skład Rady Muzeum Historii Żydów Polskich Polin w Warszawie.
27 stycznia 2020 roku uczestniczył w obchodach 75. rocznicy wyzwolenia Auschwitz. Wystąpił w imieniu prywatnych darczyńców wspierających Fundację Auschwitz-Birkenau i misję zachowania autentyzmu Miejsca Pamięci (Filary Pamięci).
Fundator The Business Lauder School w Wiedniu.

## Odznaczenia i wyróżnienia

### Odznaczenia
- Krzyż Komandorski z Gwiazdą Orderu Zasługi Rzeczypospolitej Polskiej (Polska, 1998)[6]
- Krzyż Komandorski I Klasy Odznaki Honorowa za Zasługi dla Republiki Austrii (Austria, 1999)[7]
- Krzyż Oficerski Legii Honorowej (Francja, 2013)[8]
- Krzyż Komandorski Orderu Zasługi Republiki Federalnej Niemiec (Niemcy, 2015)[9]
- Krzyż Komandorski Legii Honorowej (Francja, 2022)[8]

#### Wyróżnienia
- Dobroczyńca kultury polskiej w kategorii Ofiarodawca (2009)[10]
- Carnegie Medal of Philanthropy (2011)[11]

#### Nagrody
- Nagroda Orła Jana Karskiego[12]